# Stadshuset i Eskilstuna

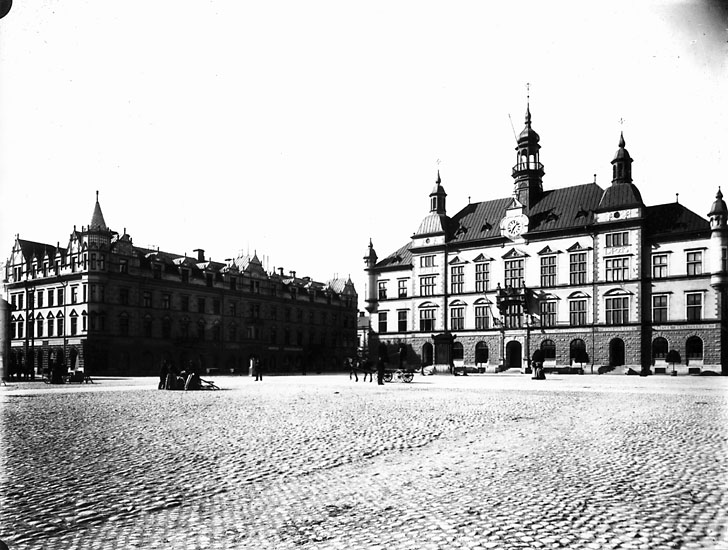
Stadshuset, mellan 1904 och 1911

Stadshuset i Eskilstuna stod klart 1897 som lokal för stadens administration, vilken tidigare suttit i rådhuset. Vid den tiden hade byggnaden tinnar högst upp i hörnen och tre entréer.
Stadshuset ritades av Emil Befwe och uppfördes 1895-1897 vid Fristadstorget. Från början hade byggnaden tinnar högst upp i hörnen och tre entréer. Det har funnits officiella verksamheter där som rådhusrätt, brandkår och polisstation. Rådhusrätten upphörde vid tingshusrättsreformen 1971, då Eskilstuna stad blev en del av Eskilstuna tingsrätts domsaga. En ny tingshusrättsbyggnad uppfördes till 1977 på Rademachergatan.
I stadshuset fanns också banker, post och hotell. Det fanns en restaurang med en festvåning, vars stora sal också fungerade som sessionssal för stadsfullmäktige. 
Vid en ombyggnad på 1940-talet höjdes flyglarna med en våning. En länga längs Nygatan revs också vid detta tillfälle.

## Bildgalleri

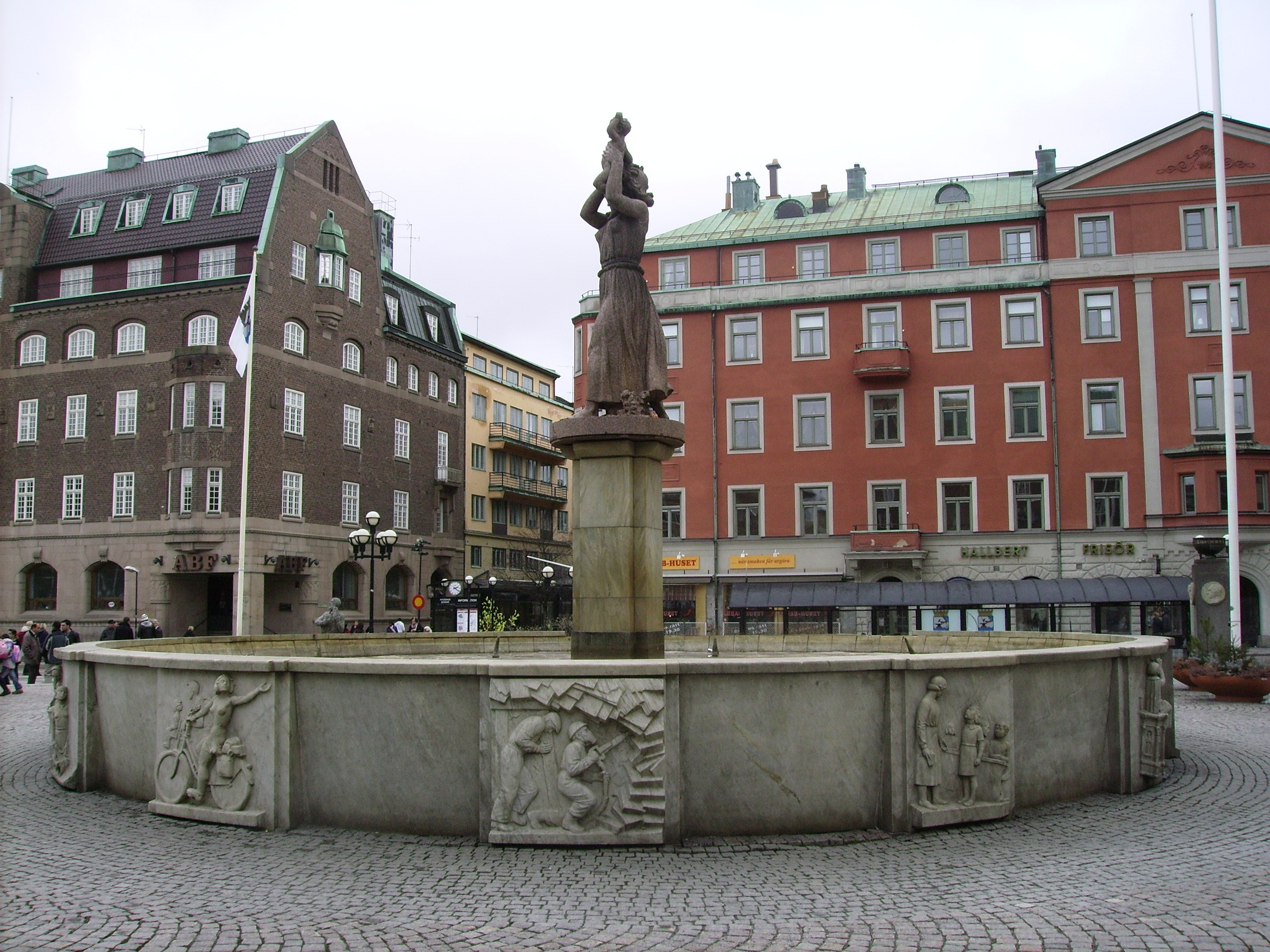
Skulpturen Arbetets ära och glädje av Ivar Johnsson framför Stadshuset, från 1942